# Hansjörg Schäfer
Hansjörg Schäfer (* 17. Februar 1944 in Kaiserslautern; † 6. Mai 2023 ebenda) war ein deutscher Politiker (SPD) und Bundestagsabgeordneter.

## Leben
Schäfer absolvierte 1964 sein Abitur und studierte anschließend Medizin an den Universitäten Mainz und Homburg. Im Jahr 1970 bestand er sein Staatsexamen, danach verbrachte er seinen Zivildienst beim Technischen Hilfswerk. Seit 1976 arbeitete er als niedergelassener Frauenarzt in Kaiserslautern. Er war verheiratet und hatte einen Sohn.  Am 6. Mai 2023 starb Hansjörg Schäfer im Alter von 79 Jahren.

## Politik
Schäfer trat 1969 der Gewerkschaft ÖTV und der SPD bei. Er war zunächst Vorsitzender des Ortsverbandes Pro Familia und Mitglied bei Amnesty International. Nach seinem Parteieintritt wurde er 1985 Vorsitzender des Unterbezirks Kaiserslautern und Mitglied des Bezirksvorstandes Pfalz, des Landesausschusses Rheinland-Pfalz und des Parteirates. Im Jahr 1994 wurde Schäfer außerdem in den Bundestag gewählt, dem er zwei Legislaturperioden lang, bis 2002, angehörte.